# Conde de Abranches
O título de conde de Avranches, ou Abranches (referente a Avranches, comuna francesa), é um título nobiliárquico criado pelo rei britânico Henrique VI em Westminster a 4 de Agosto de 1445, em favor de D. Álvaro Vaz de Almada e seus descendentes. 
Esse rei inglês tentava ocupar permanentemente a Normandia, da qual essa região fazia parte, obtendo a ajuda para isso deste bravo cavaleiro, quando decorria a Guerra dos Cem Anos contra a França para obtenção desse direito e que na altura chegou a consegui-lo.
O título viria a ser usado em Portugal e em França pelo seu filho mais velho, do segundo casamento deste, muito depois da morte do pai na batalha de Alfarrobeira e já quando os reis ingleses tinham deixado de tentar conquistar pela força a Normandia.

## História

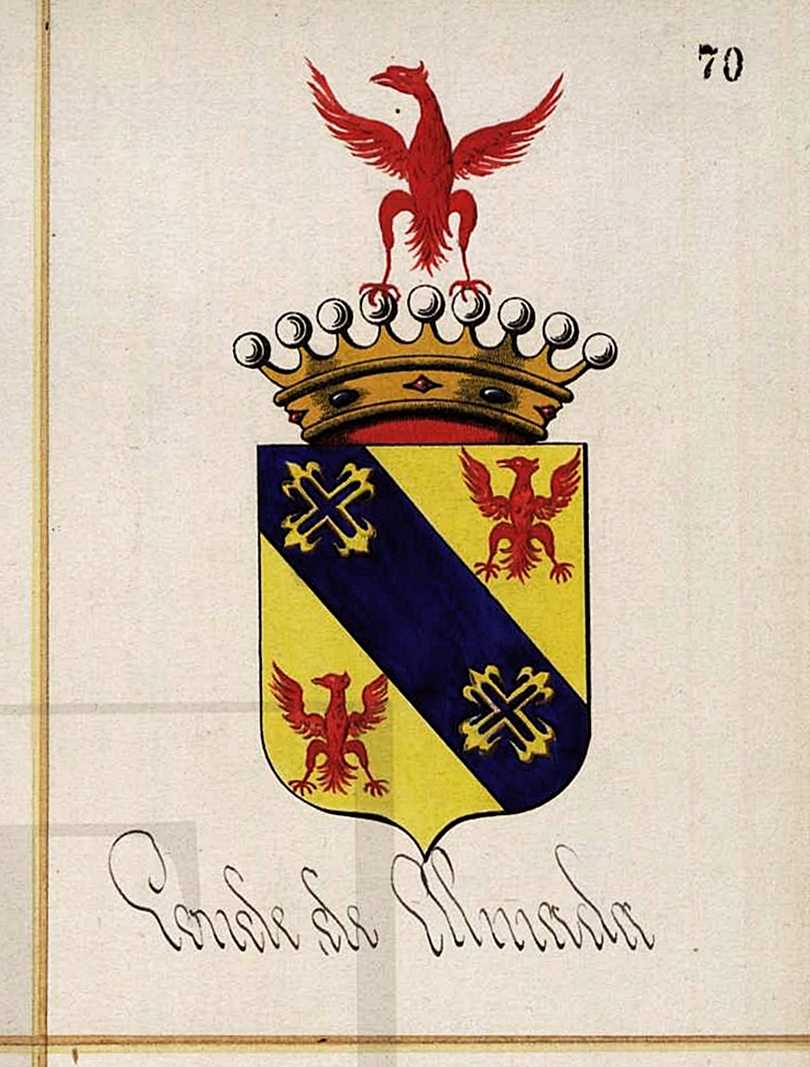
Armas dos Almada - Livro Grandes de Portugal

Segundo Fernando Mendes no "Portugal Histórico - Dinastia de Aviz" pg. 82, D. Álvaro Vaz de Almada "de tal maneira se bateu pelos Britânicos contra os Franceses, que Henrique VI de Inglaterra o nomeou Cavaleiro da Ordem da Jarreteira e Conde de Avranches na Normandia".
No manuscrito 620 da Biblioteca da Universidade de Coimbra, fl. 283, lê-se o seguinte: "Álvaro Vaz de Almada assinalou-se tanto em heroicidade no serviço de El-Rei de França, que alcançou dele a justa mercê do titulo de Conde de Avranches". Esta transcrição não podia estar mais errada pois decorria na altura a guerra dos cem anos entre os franceses e os ingleses, nomeadamente pela posse da Normandia cuja localidade de Avranches fazia parte, e que foi-lhe dado precisamente pelo auxilio prestado aos segundos.
Para tirar essa dúvida e para atender ao importante teor, com as razões da nomeação de D. Álvaro para a dignidade de cavaleiro de Jarreteira e simultaneamente o título de conde de Avranches, dado por Henrique VI (rei de Inglaterra e com pretensões ao de França), apresentamos aqui parcialmente a carta, em pergaminho e em latim no original no Arquivo da Torre de Londres, que assinala esse momento e facto:
"Henrique por Graça de Deus Rei de Inglaterra e de França e Senhor da Irlanda ~ Aos Arcebispos, Bispos e C. Saúde.
Dignos de grandes valores são, e com especial glória devém ser exaltados aqueles que se esforçam em, ferverosa e indefesamente consagrar ao Bem do Estado o seu tempo e sua vida; aqueles que arrastam perigos por amor do próximo, põem acima de todas as humanas coisas a sua egrégia fama e o seu imortal nome e se enchem de ufania quando julgam, que com os seus esforços e dedicação podem concorrer para a felicidade pública. ~ Ditosos são os varões, sem os quais não podem gozar de tranquilidade nem cidade, nem fortalezas, nem reinos, nem domínios, nem os grandes e até mesmo o mundo! Ilustres e justos são os varões, cuja prudência faz que todas as virtudes verdejam e floresçam, os maus felizmente sejam esfriados, abatidos os perversos! Não há por certo quem possa, nem por escrito, nem por palavras compor o elogio de tão ilustres caracteres. ~ É no número destes homens que merece ser reputado e proclamado D. Álvaro Vaz de Almada, ilustre e nobre varão, extremo e proclamo cavaleiro, que desde a sua tenra idade, logo que passou a sua idade puerícia, sonhando com a glória das armas anelando o prémio das virtudes, se votou ao bem-estar comum e se entregou ao exercício das armas com todo o entusiásmo e paixão, e apenas atingiu a idade para nelas exercitar, o seu valor aumentou com a idade, cresceu a sua ardente e primorosa dedicação à pública felicidade, e não via outro objecto mais amado e agradável que o bem-estar da Sociedade. E tanto concorreu com o seu impertérito ânimo nos lances mais críticos da peleja, e com os seus conselhos nos tempos de paz, que conquistou pelo seu trabalho, direito ao galardão. - Pelo que Nós, tomando consideração a nobreza e as egrécias qualidades do mesmo varão, as quais juntas aos seus feitos ainda maior brilho tomam, e considerando mais não só os grandes serviços prestados assim no tempo do reinado do Nosso Cristianíssimo Progenitor de muito feliz memória, como na grandeza da sua dedicação, dos serviços e dos méritos de que deu provas a Nós e aos nossos reinos, Nós o nomeamos cavaleiro, sócio e irmão da Jarreteira, com o voto unânime da mesma Sociedade, e no cargo realmente o investimos. ~ Outrossim e em penhor do nosso afeto e como testemunho vivo das suas virtudes o nomeamos Conde de Avranches no Nosso Ducado da Normandia, e pela presente o nomeamos e para todos os efeitos o consideramos, investindo-o do mesmo nome, honra e título, cingindo-o com a espada; devendo o mesmo os seus herdeiros masculinos nascidos legítimamente do seu corpo possuir e conservar o dito nome e honra. .... 
Dada por Nossas mãos em Westminter aos 4 dias de Agosto"

## Condes de Abranches (1445)

### Titulares
O título é, conforme uso em França, de juro e herdade, com sucessão automática pela linha varonil (masculina) do primeiro titular. Ainda que não haja registo documental do uso efectivo do título por todos os titulares, tal não obsta à sua legitimidade.
1. D. Álvaro Vaz de Almada (1390-1448)
2. D. Fernando de Almada (1430-1496), 2.º Conde de Avranches[2].
3. D. Antão de Almada, 3.º Conde de Abranches, 6.º Senhor de Lagares d' El-Rei
4. Fernando de Almada, 4.º Conde de Abranches, 7.º Senhor de Lagares d' El-Rei, 2.º Senhor de Pombalinho jure uxoris
5. D. Antão Soares de Almada, 5.º Conde de Abranches, 8.º Senhor de Lagares d' El-Rei, 3rd Senhor de Pombalinho
6. D. Lourenço Soares de Almada, 6.º Conde de Abranches, 9.º Senhor de Lagares d' El-Rei, 4.º Senhor de Pombalinho
7. D. Antão de Almada, 7.º Conde de Abranches, 10.º Senhor de Lagares d' El-Rei, 5.º Senhor de Pombalinho
8. D. Luís de Almada, 8.º Conde de Abranches, 11.º Senhor de Lagares d' El-Rei, 6.º Senhor de Pombalinho
9. D. Antão de Almada e Meneses, 9.º Conde de Abranches
10. D. Lourenço de Almada, 10.º Conde de Abranches, 12.º Senhor de Lagares d' El-Rei, 7.º Senhor de Pombalinho
11. D. Lourenço de Almada, 11.º Conde de Abranches, 14.º Senhor de Lagares d' El-Rei, 9.º Senhor de Pombalinho
12. D. Antão de Almada, 12.º Conde de Abranches, 15.º Senhor de Lagares d' El-Rei jure uxoris, 10.º Senhor de Pombalinho jure uxoris
13. D. Lourenço José Boaventura de Almada, 13.º Conde de Abranches, 1.º Conde de Almada, 16.º Senhor de Lagares d' El-Rei, 11.º Senhor de Pombalinho
14. D. Antão José Maria de Almada, 14.º Conde de Abranches, 2.º Conde de Almada, 17.º Senhor de Lagares d' El-Rei, 12.º Senhor de Pombalinho
15. D. Lourenço José Maria de Almada de Abreu Pereira Cyrne Peixoto, 15.º Conde de Abranches, 3.º Conde de Almada, 18.º Senhor de Lagares d' El-Rei, 13.º Senhor de Pombalinho
16. D. José Maria de Almada, 16.º Conde de Abranches, 19.º Senhor de Lagares d' El-Rei, 14.º Senhor de Pombalinho
17. D. Miguel Vaz de Almada, 17.º Conde de Abranches, 20.º Senhor de Lagares d' El-Rei, 15.º Senhor de Pombalinho
18. D. Luís Vaz de Almada, 18.º Conde de Abranches, 21.º Senhor de Lagares d' El-Rei, 16.º Senhor de Pombalinho
19. D. Lourenço Vaz de Almada, 19.º Conde de Abranches, 4.º Conde de Almada, 22.º Senhor de Lagares d' El-Rei, 17.º Senhor de Pombalinho
20. D. Luís Francisco de Almada, 20.º Conde de Abranches, 5.º Conde de Almada, 23.º Senhor de Lagares d' El-Rei, 18.º Senhor de Pombalinho
21. D. Lourenço José de Almada, 21.º Conde de Abranches, 6.º Conde de Almada, 24.º Senhor de Lagares d' El-Rei, 19.º Senhor de Pombalinho

Herdeiro: D. Luís Manuel de Almada, filho do 21.º Conde.

### Armas
As dos Almadas (plenas): de ouro, com uma banda de azul, carregada de duas cruzes florenciadas de ouro e vazia da banda, acompanhada de duas águias estendidas de vermelho, sancadas (membradas) e armadas de negro; Elmo de prata tauxeado de ouro, forrado de vermelho; virol e paquifes de ouro e azul; Timbre: coroa de Conde; correias de azul perfiladas de ouro, tachões de ouro.

## Dados bibliográficos e documentais
- Arquivo particular da Casa Almada.
- Conde de Almada, Lourenço de Almada, «Relação dos Feitos de D. Antão Dalmada», Lisboa, 1940
- Affonso de Dornellas, «Os Almadas na História de Portugal», revista "Independência, tomo II, Lisboa, 1942